# Aithér
Aithér (2. pád Aithera, latinsky Aether, řecky Αιθηρ) je v řecké mytologii synem bohyně noci Nykty a boha věčné tmy Ereba, často se vyskytuje ve společnosti své sestry, bohyně jasného dne Hémery. Aithér sám je bůh věčného jasného světla. 
Jedná se o personifikaci čistého vrchního vzduchu, čistšího než Slunce, kde žijí bohové a kde nejraději přebývá Zeus. Je to protiklad spodního vzduchu „aér“, který dýchají smrtelníci.
V přeneseném smyslu znamená Aithér jednak vzduch, jednak látku jemnější než vzduch, která naplňuje výšky, v nichž sídlí hvězdy a bohové. 
Jeho jméno je dokonce někdy používáno pro pojmenování Nebe a Vesmíru.   